# Turna
Turna – wieś w Polsce położona w województwie mazowieckim, w powiecie węgrowskim, w gminie Korytnica. Ma status sołectwa. Leży na lewym brzegu Liwca, nad strugą o nazwie Turna. 
Wieś szlachecka położona była w drugiej połowie XVI wieku w powiecie liwskim ziemi liwskiej województwa mazowieckiego. W latach 1975–1998 miejscowość administracyjnie należała do województwa siedleckiego.
Wierni Kościoła rzymskokatolickiego należą do parafii św. Wawrzyńca w Korytnicy.

## Historia
Miejscowość założona jako wieś szlachecka pod nazwą Szostkowe Rzepisko w 1427 roku. Pod koniec XV wieku osiadła tutaj rodzina Turskich herbu Rogala od której wywodzi się obecna nazwa. Ostatnimi przedwojennymi właścicielami majątku byli Popielowie herbu Sulima.
We wsi istniał folwark, który po 1945 roku został upaństwowiony i w 1958 roku przekształcony w Państwowe Gospodarstwo Rolne. PGR w Turnie istniał do 1992 roku.

## Pałac w Turnie
W Turnie znajduje się unikatowy w skali Mazowsza pałac w stylu neorenesansu francuskiego wzniesiony w 1886 roku dla rodziny Popielów na wzór pałacu Konstantego Zamoyskiego w Warszawie, o czym świadczy marmurowa podłoga w sali głównej z napisem salve 1886 na wejściu oraz herbem rodziny Popielow.
Rezydencja otoczona jest założeniem parkowym z połowy XIX wieku, w którym występują okazy starodrzewia. Całość pałacu znajduje się w stanie ruiny, co jest konsekwencją zaniedbań i przeznaczenia po II wojnie światowej obiektu na potrzeby PGR. W 2019 obiekt jest remontowany.